# Fordson
Fordson byla americká značka traktorů a nákladních automobilů, vyráběná firmou Ford Motor Company. 
Henry Ford se pokoušel o výrobu traktorů od roku 1907 a v roce 1915 se objevil první prototyp Model B o šestnácti koňských silách. V roce 1917 založili Ford a jeho syn Edsel kvůli odporu akcionářů Ford Motor Company proti experimentům s traktory v Dearbornu novou firmu Henry Ford & Son Inc a zahájili sériovou výrobu Modelu F. Byl o něj velký zájem ve Velké Británii, kde kvůli nedostatku práceschopných mužů způsobeném válkou vyvstala velká potřeba mechanizace v zemědělství. Fordovy traktory byly díky pásové výrobě a jednoduché konstrukci cenově dostupnější než výrobky konkurence a nový stroj se začal masově používat. V roce 1919 zřídil Ford pobočku v irském Corku a v roce 1920 převedl výrobu traktorů pod Ford Motor Company. Ve dvacátých letech se stal významným odběratelem Sovětský svaz a od roku 1924 se začal v Kirovově závodě Leningradě vyrábět licenční traktor Fordson-Putilovec. V roce 1925 byl vyroben půlmiliontý Fordson. Roku 1928 firma ukončila výrobu v USA a využívala pouze továrny v Corku a od roku 1933 také v Dagenhamu. Roku 1929 nahradil Model F nový Model N. 
V roce 1939 se spojil Ford s irským konstruktérem Harry Fergusonem a začali vyrábět pro americký trh novátorský traktor Ford-Ferguson Model 9N. V padesátých letech přešly Fordsony na vznětové motory. V roce 1957 se objevil menší tříválcový model Fordson Dexta. Roku 1964 rozhodlo vedení korporace o zrušení značky Fordson a všechny její traktory nesly nadále označení Ford.  
V Dagenhamu se v letech 1937–1958 vyráběly také nákladní automobily značky Fordson E83W. 
V roce 1926 vznikl Armstead Snow Motor, traktor Fordson upravený pro jízdu v hlubokém sněhu, u něhož byla kola nahrazena dvěma kovovými válci se šroubovicí na povrchu.

## Modely
- Fordson Model F (1917)
- Fordson Model N (1929)
- Fordson Major (1945)
- Fordson Dexta (1957)
- Fordson Super Major (1960)
- Fordson Super Dexta (1962)